# El Hajjar
Cette page présente le nom de famille El Hajjar ainsi que ses variantes.
 (décembre 2023).
El Hajjar (الحجّار) est un nom de famille très répandu dans le monde arabe, mais est le plus concentré au Liban et en Syrie. Avec en plus, plusieurs milliers de personnes vivant dans des pays occidentaux, tels que la France, les États-Unis et le Canada, principalement des immigrants ou des personnes d'origine arabe.

## Étymologie
Le nom El Hajjar (الحجّار) tient son origine du mot arabe Hajar (حجر) signifiant « Pierres » ou « Rochers ». Ce nom aurait été donné à la tribu Al Hajara (قبيلة الحجارة), une tribu connue pour son travail dans la pierre. Le nom va suivre la famille El Hajjar jusqu'aux conquêtes en Andalousie lorsqu'une partie de cette tribu va travailler dans la ville connue aujourd'hui en tant que Guadalajara, nommée en arabe (وادي الحجارة), voulant dire la vallée de la pierre.

## Histoire
D'après les archives et arbres familiaux les plus anciens de la bibliothèque de Damas, la famille El Hajjar serait descendante de Ali ibn Abi Talib, à travers son fils, Hussain. Ils se seraient regroupés en tribus pendant les invasions arabes du Levant et d'Égypte, formant les tribus al Hajara. Lors de la conquête de l'Andalousie par les Omeyyades, cette tribu s'est basée dans la ville de Guadalajara, vallée des pierres en arabe, où ils vont gagner le nom de El Hajjar. D'où vient ce qui est considéré par plusieurs comme le premier portant « officiellement » le nom, Said bin Masaada El Hajjar El Andalousi (سعيد بن مساعدة الحجّاري الأندلسي), décédé en 910 après J.C. Ces derniers quitteront l'Espagne de force ou seront tués après la Reconquista.
Après ces événements, la plupart des membres de la famille se regrouperont en Syrie, notamment dans les grandes villes telles que Damas et Alep. Lors de la fin du règne ottoman, plusieurs membres de la famille iront au Liban, pays voisin. Les deux voyages principaux seront le voyage de Beyrouth, lorsque Abdel Halim El Hajjar ira à Beyrouth et y établira une partie de la famille, et le voyage de Damas, lorsqu'une large partie de la famille El Hajjar se regroupera dans la ville de Chhim (en), dans le Chouf, au Mont Liban. De nos jours, la famille El Hajjar est principalement basée dans cette ville au Liban, sans compter les autres pays arabes,.

## Personnalités portant ce nom de famille
- Mohamed El Hajjar, (1954 - ) ancien député au parlement libanais
- Maher el Hajjar, (1971 - ) homme politique syrien
- Hector Hajjar, (1965 - ) actuel ministre des affaires étrangères Libanais
- Ali El Hajjar (en), (1954 - ) chanteur égyptien
- Abdel Halim El Hajjar, (1896 - 1937) homme politique et poète libanais[6]